# Maillebois
Maillebois é uma comuna francesa na região administrativa do Centro, no departamento Eure-et-Loir. Estende-se por uma área de 41,05 km². Em 2010 a comuna tinha 928 habitantes (densidade: 22,6 hab./km²).